# Episodi de Il Trono di Spade (terza stagione)
La terza stagione della serie televisiva Il Trono di Spade (Game of Thrones), composta da dieci episodi, è stata trasmessa sul canale statunitense HBO dal 31 marzo al 9 giugno 2013.
In Italia, la stagione è andata in onda in prima visione sul canale satellitare Sky Cinema 1 dal 10 maggio al 14 giugno 2013. È stata trasmessa in chiaro dal 25 marzo al 3 giugno 2015 su Rai 4.
Cast
Durante questa stagione entrano nel cast principale Oona Chaplin, Joe Dempsie e Rose Leslie, mentre ne escono Michelle Fairley, Richard Madden, James Cosmo e la stessa Chaplin.
| nº | Titolo originale             | Titolo italiano                    | Prima TV USA   | Prima TV Italia |
| -- | ---------------------------- | ---------------------------------- | -------------- | --------------- |
| 1  | Valar Dohaeris               | Valar Dohaeris                     | 31 marzo 2013  | 10 maggio 2013  |
| 2  | Dark Wings, Dark Words       | Ali oscure, oscure parole          | 7 aprile 2013  | 10 maggio 2013  |
| 3  | Walk of Punishment           | Il cammino del supplizio           | 14 aprile 2013 | 17 maggio 2013  |
| 4  | And Now His Watch Is Ended   | E ora la sua guardia si è conclusa | 21 aprile 2013 | 17 maggio 2013  |
| 5  | Kissed by Fire               | Baciata dal fuoco                  | 28 aprile 2013 | 24 maggio 2013  |
| 6  | The Climb                    | La scalata                         | 5 maggio 2013  | 24 maggio 2013  |
| 7  | The Bear and the Maiden Fair | L'orso e la fanciulla bionda       | 12 maggio 2013 | 31 maggio 2013  |
| 8  | Second Sons                  | I Secondi Figli                    | 19 maggio 2013 | 31 maggio 2013  |
| 9  | The Rains of Castamere       | Le piogge di Castamere             | 2 giugno 2013  | 14 giugno 2013  |
| 10 | Mhysa                        | Mhysa                              | 9 giugno 2013  | 14 giugno 2013  |

## Valar Dohaeris
- Titolo originale: Valar Dohaeris
- Diretto da: Daniel Minahan
- Scritto da: David Benioff e D.B. Weiss

### Trama
Nelle Terre dell'Eterno Inverno, Samwell riesce a sfuggire all'orda di Estranei e non-morti e a raggiungere il Lord Comandante Mormont. Però, per l'impossibilità di avvisare via corvi i Sette Regni, i Guardiani della Notte sono costretti a intraprendere il lungo viaggio di ritorno alla Barriera, per avvertire tutto il reame dell'incombente minaccia. 
Intanto Jon, accompagnato da Ygritte e dal Lord delle Ossa, incontra il Re oltre la Barriera, Mance Rayder, e lo convince a lasciarlo in vita, dimostrandogli di essere a conoscenza dell'esistenza degli Estranei.
A Approdo del Re, Tyrion riceve la visita di sua sorella Cersei e i due parlano riguardo alla sua intenzione di incontrare il lord loro padre, Tywin, che potrebbe screditare e compromettere la posizione della regina reggente. L'incontro, invece, tratta altri argomenti: il Folletto si aspetta gratificazione per il valore dimostrato in battaglia e preoccupazione per il suo stato di salute; inoltre, avanza la pretesa di ereditare Castel Granito, roccaforte di Casa Lannister, visto che Jaime, entrando nella Guardia Reale, ha rinunciato a ogni diritto ereditario. Tywin, però, si mostra indignato e respinge fermamente le pretese del figlio minore.
Sansa riceve una visita da parte di Ditocorto, che le promette di portarla con lui al Nord alla prima occasione. 
In un rione poverissimo della città, Margaery decide di entrare in un orfanotrofio, mostrando bontà e gentilezza ai bambini orfani dei soldati morti nel recente assedio; il re è disgustato dallo stato di degrado di quella parte di città e quindi rimane fuori dall'orfanotrofio, aspettando la sua promessa sposa dentro a una portantina coperta. 
Quella sera stessa, a cena, Joffrey, Cersei e i fratelli Tyrell, Margaery e Loras, commentano i vari avvenimenti della giornata, malcelando i propri rancori.
Nel Mare Stretto, Davos è miracolosamente sopravvissuto alla battaglia di Approdo del Re e si risveglia abbandonato su uno scoglio, ma riesce a segnalare fortunosamente la sua posizione a una nave vicina. Il veliero appartiene al pirata Salladhor Saan, che lo scorta fino a Roccia del Drago.
Re Stannis e Melisandre si stupiscono della sopravvivenza di ser Davos, che non esita a rimproverarli per la loro brutalità nei confronti degli uomini che, dopo la battaglia, hanno voltato loro le spalle. Successivamente, provocato e incolpato del brutale esito della battaglia da Melisandre, Davos cerca di pugnalarla senza successo e Stannis lo fa dunque arrestare.
A Harrenhal, re Robb e lord Bolton entrano nella fortezza abbandonata precedentemente dai Lannister e trovano duecento dei loro uomini massacrati dalla Montagna. Tra i sopravvissuti vi è Qyburn, un ex Maestro della Cittadella, che Bolton assolda nella sua armata.
Il Re del Nord fa poi rinchiudere sua madre Catelyn in una cella, come punizione per aver liberato ser Jaime.
Salpata da Qarth, Daenerys, insieme a ser Jorah, i suoi tre draghi e il suo misero khalasar, è diretta alla Baia degli Schiavisti, più precisamente a Astapor, in cerca di un esercito.
Una volta sbarcata, la Khaleesi viene accolta da Kraznys mo Nakloz, il locale comandante dell'esercito di schiavi chiamati Immacolati, intenzionato a vendere gli 8.000 uomini al miglior offerente.
Dopo l'incontro con Kraznys, Daenerys e ser Jorah discutono sul futuro degli Immacolati e, mentre parlano, vengono attirati da una bambina, che si rivelerà poi essere un'assassina mandata dagli Stregoni di Qarth. Dany viene provvidenzialmente salvata da ser Barristan, il quale, dopo essersi presentato, chiede perdono a Daenerys e le chiede anche di poter diventare una sua Guardia Reale, per servire la figlia del re (Aerys II detto il Re Folle) che, molti anni prima, non era riuscito a proteggere durante la Ribellione di Robert.
- Durata: 55 minuti[4]
- Guest star: Ciarán Hinds (Mance Rayder), Michael McElhatton (Lord Roose Bolton), Ian McElhinney (Ser Barristan Selmy), Finn Jones (Ser Loras Tyrell), Anton Lesser (Qyburn), Kristofer Hivju (Tormund), Esmé Bianco (Ros), John Stahl (Lord Rickard Karstark), Lucian Msamati (Salladhor Saan), Mark Stanley (Grenn), Ben Crompton (Eddison Tollett), Daniel Portman (Podrick Payne), Dan Hildebrand (Kraznys mo Nakloz), Nathalie Emmanuel (Missandei), Luke Barnes (Rast), Edward Dogliani (Lord delle Ossa), Ian Beattie (Ser Meryn Trant), Ian Whyte (Dongo), Elisa Lasowski (Mirelle), Michael Power (Comandante della barca), Aisling Jarrett-Gavin (Ancella di Margaery), Max Barber (Bambino orfano), Lottie Steer (Strega di Qarth), Rhys Howells (Immacolato).
- Capitoli trasposti dalle Cronache del ghiaccio e del fuoco: 64 (Daenerys V) del romanzo Lo scontro dei re (A Clash of Kings); 1 (Prologo), 3 (Catelyn III), 5 (Tyrion I), 6 (Davos I), 8 (Jon I), 9 (Daenerys I), 11 (Davos II), 19 (Samwell I) e 24 (Daenerys II) del romanzo Tempesta di spade (A Storm of Swords).
- Tracce della colonna sonora presenti: Warrior of Light, The Old Gods and the New, I Will Keep You Safe, White Walkers, The Night Is Dark.
- Ascolti USA: telespettatori 4 366 000[5]
- Ascolti Italia (pay): telespettatori 503 000[6]
- Ascolti Italia (free): telespettatori non disponibili – share 1,23%[7]

## Ali oscure, oscure parole
- Titolo originale: Dark Wings, Dark Words
- Diretto da: Daniel Minahan
- Scritto da: Vanessa Taylor

### Trama
Bran sogna di essere in un bosco con i suoi fratelli e con il misterioso Corvo a Tre Occhi. Il giovane Stark vorrebbe uccidere l'animale, ma un ragazzo misterioso gli dice che non può, poiché il Corvo a Tre Occhi è lui stesso. Svegliatosi, Bran cerca di raccontare il tutto a Osha, ma la donna dei bruti non è interessata ai suoi sogni. 
Successivamente, mentre Hodor e Rickon non ci sono, Bran incontra il ragazzo misterioso visto precedentemente nel sogno: si tratta di Jojen Reed, figlio di uno dei principali vassalli di suo padre Eddard che, insieme a sua sorella Meera, si mette al suo servizio. 
 Durante la marcia, Bran scopre da Jojen di essere un metamorfo come lui.
A Harrenhal, re Robb riceve due cattive notizie: lord Hoster, suo nonno materno e lord di Delta delle Acque, è morto, mentre Grande Inverno è stata data alle fiamme e Bran e Rickon risultano dispersi o, probabilmente, morti. Il Re del Nord decide allora di portare metà del suo esercito a Delta delle Acque e, insieme a sua madre Catelyn, di partecipare al funerale del nonno. 
Durante la marcia verso Delta delle Acque, la regina Talisa trova Catelyn intenta a costruire uno scacciasogni e le chiede se lo avesse già fatto prima d'ora; lady Stark risponde dicendole che ne aveva costruiti solo due: uno per Bran, dopo la caduta dalla torre, e uno per il bastardo Snow, quando il ragazzo contrasse il vaiolo da piccolo.
Dopo la caduta di Grande Inverno, Theon si risveglia legato e imprigionato in una stanza sconosciuta, dove viene torturato e interrogato riguardo alla battaglia appena avvenuta, ma un messaggero di sua sorella Yara irrompe nella prigione e lo informa che la donna sta venendo a salvarlo.
A Approdo del Re, re Joffrey e sua madre stanno parlando della nuova promessa sposa, Margaery: Cersei avanza dei dubbi sulla lealtà della ragazza, ma Joff sembra ignorarla. 
Sansa riceve una visita da ser Loras, il quale le riferisce che è stata invitata a pranzo da Margaery e da sua nonna, lady Olenna Tyrell, quindi la scorta fino al giardino. 
Sedute a un tavolo, Sansa, Margaery e lady Olenna parlano di Joffrey: le due Tyrell, infatti, vogliono sapere la verità sul carattere del re. Sansa confessa quindi, con riluttanza, di essere stata gravemente maltrattata da Joffrey, definendolo infine "un mostro". 
Shae fa visita a Tyrion che, preoccupato per la sicurezza della donna, le chiede se sia stata vista arrivare nelle sue stanze. Shae lo rassicura e gli chiede aiuto per la protezione di Sansa, riferendogli che la prostituta amica di lord Varys, Ros, le ha consigliato di badare alla ragazza, soprattutto quando è in compagnia di Ditocorto. Tyrion, però, le dice che Sansa è stata allontanata dai Lannister e che quindi ora lui non è più in grado di proteggerla. 
In camera di Joffrey, intanto, il re e Margaery stanno conversando, quando Joff chiede improvvisamente alla sua promessa sposa se le piacesse il suo vecchio marito, il traditore Renly. Margaery, molto turbata dalla domanda, lo rassicura di non aver trovato la felicità di una gravidanza, poiché Renly era omosessuale. Con un sapiente uso di parole ben ponderate, Margaery riesce a trasformare le insinuazioni di Joffrey in complicità e ad affascinare il giovane re.
Oltre la Barriera, Jon e Mance consultano Orell, un metamorfo dei bruti, arrivando a scoprire che molti Guardiani della Notte sono stati massacrati al Pugno dei Primi Uomini. Tra i Corvi Neri sfuggiti alla strage vi sono anche Samwell, Grenn, Edd, il Lord Comandante Mormont e Rast, un ragazzo indisciplinato.
Nelle Terre dei Fiumi, Arya, Gendry e Frittella sono diretti a Delta delle Acque, dopo essere fuggiti da Harrenhal. 
Poco più tardi, lungo la strada, i tre ragazzi incontrano Thoros di Myr, un prete rosso come Melisandre, membro della Fratellanza Senza Vessilli (una compagine di briganti e cavalieri che rifiutano le pretese al Trono di Spade della famiglia Lannister), a cui nascondono le loro vere identità. Thoros invita i tre fuggitivi a bere e promette loro che poi li lascerà andare. Alla taverna, però, mentre i ragazzi stanno per andarsene, giungono degli uomini con un prigioniero: è il Mastino, che smaschera Arya rivelando a tutti i presenti la sua vera identità.
Sempre nelle Terre dei Fiumi, per ordine di lady Catelyn, Brienne e il suo prigioniero, ser Jaime, stanno attraversando i campi dei Sette Regni per raggiungere la capitale e scambiare lo Sterminatore di Re con Sansa e Arya. 
 A un certo punto, Brienne e Jaime incontrano un viaggiatore diretto a Delta delle Acque e Jaime suggerisce di ucciderlo, pensando che lo abbia riconosciuto, ma la donna non vuole farlo. Successivamente, i due litigano e iniziano a duellare su un ponte, quando vengono sorpresi da alcuni uomini dei Bolton (informati proprio dal viaggiatore) che, alla fine, catturano lo Sterminatore di Re e Brienne.
- Durata: 57 minuti[8]
- Guest star: Diana Rigg (Lady Olenna Tyrell), Ciarán Hinds (Mance Rayder), Mackenzie Crook (Orell), Paul Kaye (Thoros di Myr), Gwendoline Christie (Lady Brienne di Tarth), Noah Taylor (Locke), Natalia Tena (Osha), Michael McElhatton (Lord Roose Bolton), Iwan Rheon (Ragazzo), Kristofer Hivju (Tormund), Finn Jones (Ser Loras Tyrell), Thomas Brodie Sangster (Jojen Reed), Ellie Kendrick (Meera Reed), Ben Hawkey (Frittella), John Stahl (Lord Rickard Karstark), Philip McGinley (Anguy), Mark Stanley (Grenn), Ben Crompton (Eddison Tollett), Luke Barnes (Rast), Kristian Nairn (Hodor), Art Parkinson (Principe Rickon Stark), Michael Shelford (Torturatore), Joe Purcell (Viaggiatore), Joe Cassidy (Sarto di Joffrey), Will Rastall (Servo dei Tyrell).
- Capitoli trasposti dalle Cronache del ghiaccio e del fuoco: 22 (Bran III), 29 (Bran IV) e 36 (Bran V) del romanzo Lo scontro dei re (A Clash of Kings); 4 (Arya I), 7 (Sansa I), 10 (Bran I), 14 (Arya II), 19 (Samwell I), 22 (Jaime III), 30 (Arya V) e 36 (Catelyn IV) del romanzo Tempesta di spade (A Storm of Swords).
- Tracce della colonna sonora presenti: You Win or You Die, Heir To Winterfell, Oathkeeper, The North Remembers.
- Ascolti USA: telespettatori 4 270 000[9]
- Ascolti Italia (pay): telespettatori 496 000[6]
- Ascolti Italia (free): telespettatori 417 000 – share 1,56%[10]

## Il cammino del supplizio
- Titolo originale: Walk of Punishment
- Diretto da: David Benioff e D.B. Weiss (non accreditato)[11]
- Scritto da: David Benioff e D.B. Weiss

### Trama
A Delta delle Acque si tiene il funerale di lord Hoster, al quale partecipano: il Re del Nord, ser Brynden Tully (detto il Pesce Nero, fratello minore del defunto), lady Catelyn e suo fratello, Edmure Tully. Quest'ultimo, sostanzialmente un inetto, sbaglia a concludere il rituale funebre, per questo motivo viene sostituito dal Pesce Nero, evitando ulteriori imbarazzi. 
Nelle stanze del palazzo, Edmure viene interrogato da Robb riguardo ai suoi errori in battaglia: di recente si è lasciato sfuggire la Montagna, riuscendo solamente a catturare due nipoti di Tywin. Successivamente, la regina Talisa cura le ferite dei due piccoli ostaggi Lannister, che hanno timore del Re del Nord. 
Lady Catelyn è molto triste per la morte del padre e dei suoi due figli minori (infatti, Bran e Rickon vengono ormai ritenuti morti da tutti) e pertanto viene consolata da suo zio, il Pesce Nero.
A Approdo del Re, lord Tywin riunisce il Concilio Ristretto e, una volta sedutosi al tavolo con lord Baelish, Varys, Pycelle, Cersei e Tyrion, discute con loro di alcune importanti decisioni da prendere, tra le quali un nuovo progetto di alleanza con la Casa Arryn, sancito da un matrimonio tra Ditocorto e lady Lysa, che non vede l’ora di sposare il suo grande amore d’infanzia: Baelish sarà quindi sostituito da Tyrion come Maestro del Conio Reale. 
Al bordello di lord Baelish, Tyrion ritira i registri del suo nuovo ufficio dal precedente amministratore e, uscendone, offre al suo leale scudiero Podrick alcune prostitute. 
 Quando, più tardi, il ragazzo torna a palazzo, Tyrion e Bronn si stupiscono che abbia ricevuto gratis i servizi delle donne di Ditocorto, le quali pare abbiano gradito talmente tanto la sua compagnia da non aver voluto essere pagate.
Thoros di Myr è pronto a lasciare la taverna con i suoi uomini e il Mastino, mentre Arya e Gendry vengono costretti ad andare con lui; Frittella, invece, decide di rimanere come cuoco alla locanda.
Al Pugno dei Primi Uomini, Mance, Jon e gli altri bruti trovano teste e pezzi di carcasse di cavallo disposti secondo una strana spirale, ma non i cadaveri dei Guardiani della Notte massacrati dagli Estranei, come aveva detto loro il metamorfo Orell. 
Successivamente, il Re oltre la Barriera ordina a Tormund Veleno dei Giganti, uno dei suoi migliori combattenti, di portare con sé venti uomini, fra cui Jon e Orell, per scalare la Barriera e attaccare il Castello Nero, sede principale dell'ordine dei Guardiani della Notte. Il segnale per l'attacco sarà un grande fuoco e, se Jon non sarà d'aiuto, Tormund potrà gettarlo giù dalla Barriera.
Al rifugio di Craster, il Lord Comandante Mormont chiede nuovamente asilo al proprietario. 
Sam, dopo essere stato deriso per la sua grassezza da Craster stesso, esce dalla capanna del bruto e assiste al parto di Gilly, che dà alla luce un maschio.
A Roccia del Drago, Melisandre è pronta per partire verso una destinazione sconosciuta. Stannis è però contrario all'allontanamento della Donna Rossa e, infatti, le chiede di rimanere con lui e di concedergli un altro figlio maschio che possa uccidere Joffrey o Robb. Melisandre, però, è intenzionata a lasciare l'isola e lo informa che, per compiere i suoi rituali, necessita di altre persone con sangue regale.
A Astapor, Daenerys e i suoi consiglieri, ser Jorah e ser Barristan, raggiungono il palazzo di Kraznys mo Nakloz. Dany è intenzionata a comprare tutto l'esercito degli Immacolati e la serva del comandante, Missandei, offrendo in cambio il suo drago più grande. Kraznys, ovviamente compiaciuto della cosa, accetta l'accordo.
Theon fugge dalle prigioni con l'aiuto del messaggero di Yara, ma viene nuovamente catturato dagli uomini che lo avevano torturato in precedenza. Si salva però in extremis grazie al ritorno del messaggero di sua sorella, che uccide i suoi carcerieri con l'arco.
Jaime e Brienne stanno viaggiando con Locke, un uomo al servizio della Casa Bolton, per essere riportati da re Robb. Jaime avvisa quindi Brienne che, durante la notte, verrà stuprata ripetutamente dagli uomini del Nord e che farà meglio a concedersi loro senza opposizioni, ma la donna non intende sottoporsi allo stupro e così Jaime riesce a convincere Locke che il padre della guerriera lo ripagherà con molti zaffiri, ma solo se sua figlia resterà illibata. Locke segue il consiglio di Jaime ma, quando lo Sterminatore di Re cerca di convincerlo che suo padre, lord Tywin, è disposto a pagare molto denaro se egli dovesse venir liberato, gli tronca la mano destra con un coltello.
- Durata: 53 minuti[12]
- Guest star: Ciarán Hinds (Mance Rayder), Robert Pugh (Craster), Ian McElhinney (Ser Barristan Selmy), Gwendoline Christie (Lady Brienne di Tarth), Mackenzie Crook (Orell), Paul Kaye (Thoros di Myr), Clive Russell (Ser Brynden Tully), Tobias Menzies (Lord Edmure Tully), Kristofer Hivju (Tormund), Julian Glover (Gran Maestro Pycelle), Iwan Rheon (Ragazzo), Noah Taylor (Locke), Mark Stanley (Grenn), Ben Crompton (Eddison Tollett), Luke Barnes (Rast), Burn Gorman (Karl Tanner), Hannah Murray (Gilly), Ben Hawkey (Frittella), Esmé Bianco (Ros), Daniel Portman (Podrick Payne), Philip McGinley (Anguy), Dan Hildebrand (Kraznys mo Nakloz), Nathalie Emmanuel (Missandei), Michael Shelford (Torturatore), Clifford Barry (Greizhen mo Ullhor), Gary Lightbody (Soldato dei Bolton), Michelle Costello (Moglie di Craster 1), Lisa Walsh (Moglie di Craster 2), Josephine Gillan (Marei), Kylie Harris (Genna), Pixie Le Knot (Kayla), Dean-Charles Chapman (Martyn Lannister), Timothy Gibbons (Willem Lannister), Mark Drake (Schiavo torturato).
- Capitoli trasposti dalle Cronache del ghiaccio e del fuoco: 16 (Jon II), 18 (Arya III), 20 (Tyrion III), 22 (Jaime III), 24 (Daenerys II), 28 (Daenerys III), 34 (Samwell II) e 36 (Catelyn IV) del romanzo Tempesta di spade (A Storm of Swords).
- Tracce della colonna sonora presenti: Warrior of Light, Reek, The Bear and the Maiden Fair, Meereen, Craster's Keep.
- Ascolti USA: telespettatori 4 724 000[13]
- Ascolti Italia (pay): telespettatori 332 471[14]
- Ascolti Italia (free): telespettatori non disponibili – share 0,87%[15]

## E ora la sua guardia si è conclusa
- Titolo originale: And Now His Watch Is Ended
- Diretto da: Alex Graves
- Scritto da: David Benioff e D.B. Weiss

### Trama
Ser Jaime, dopo aver perso la mano destra, cerca di ribellarsi agli uomini del Nord che lo tengono prigioniero, ma non ha successo e viene minacciato di essere mutilato ancora. Brienne si sente in colpa per quanto accaduto e cerca quindi di sollevare il morale allo Sterminatore di Re, invitandolo a non comportarsi da "femminuccia".
A Approdo del Re, Varys riceve una visita da Tyrion, che sta cercando le prove del fatto che sia stata Cersei a ordinare di ucciderlo durante la Battaglia delle Acque Nere. L'eunuco, mentre apre una cassa contenente lo stesso stregone che lo aveva evirato da piccolo, spiega al Folletto di non avere alcuna prova contro la regina reggente, ma solo "sussurri", poi gli consiglia di fare come lui: avere pazienza, perché la vendetta prima o poi arriverà. 
Al bordello di lord Baelish, Ros confida a Varys i piani del suo padrone riguardo a Sansa: Ditocorto, che sta per partire per il Nido dell'Aquila, è intenzionato a portare la ragazza con sé.
Per bloccare al più presto il piano di Baelish, Varys incontra lady Olenna e le manifesta le sue preoccupazioni: poiché Robb Stark è un traditore e i suoi due fratelli minori Bran e Rickon sono presumibilmente morti, Sansa è l'erede di diritto di Grande Inverno, che potrebbe quindi passare nelle mani di Baelish, se lui sposasse la ragazza. Varys, infatti, teme molto Ditocorto, consapevole delle sue ambizioni di potere, per le quali sarebbe pronto a tramare contro chiunque. La soluzione più ovvia è portare Sansa lontano dalla Capitale e condurla a Alto Giardino (capoluogo dell'Altopiano), per farla sposare con ser Loras.
Al Tempio di Baelor, Cersei e Olenna parlano del prossimo matrimonio tra re Joffrey e lady Margaery, mentre quest'ultima consiglia al re di uscire dal Tempio e mostrarsi alla folla assieme a lei, in modo tale da concedere un po' di amore al popolo, che sicuramente lo ringrazierà con altrettanto rispetto. Joffrey acconsente ed esce con Margaery per salutare la folla raccolta nella piazza, con grande preoccupazione di sua madre Cersei, che teme per l'incolumità del figlio, anche se, alla fine, la folla accoglie esultando il re e la futura regina. 
Successivamente, Cersei si reca da suo padre per sapere che cosa si sta facendo per liberare Jaime: lord Tywin ribadisce che farà di tutto per salvare il suo erede. Cersei gli fa dunque notare che dovrebbe essere lei la sua erede, dato che è l'unica a seguire davvero i principi del padre riguardo la famiglia; inoltre, manifesta la sua preoccupazione sull'influenza che Margaery ha su Joffrey. Tywin è invece lieto che la giovane Tyrell riesca a manipolare il nipote, affievolendo i suoi istinti sadici, a differenza di Cersei, che ne ha invece incoraggiato la follia al punto tale da non farsi più ascoltare. Tywin afferma inoltre che la sua sfiducia verso Cersei non deriva dal suo essere donna, ma per il fatto che non è abbastanza intelligente e che, se sarà necessario, sarà lui stesso a mettere in riga Joff.
Nei giardini di Approdo del Re, Sansa riceve una visita da lady Margaery: la futura regina vuole diventare grande amica della Stark e le propone quindi un fidanzamento con il fratello Loras, che porterebbe Sansa a vivere a Alto Giardino, lontana dalle grinfie di Cersei.
Al rifugio di Craster, Samwell è preoccupato per il neonato di Gilly; infatti, tutti i figli maschi del bruto vengono ceduti da lui stesso agli Estranei: per questo motivo, Gilly supplica Sam di aiutarla a fuggire. 
Dopo aver salutato un confratello caduto in battaglia, i Guardiani della Notte hanno un'accesa discussione con Craster, che degenera in una rivolta, capitanata da Karl, in cui lo stesso Craster e lord Mormont vengono uccisi. Samwell e Gilly approfittano della confusione per fuggire con il piccolo neonato.
Bran sogna di vagare nel bosco e questa volta incontra sua madre Catelyn, per poi precipitare giù da un albero; quando si risveglia, poco dopo, scopre di avere al suo fianco Jojen, che lo ha osservato attentamente.
Theon viene ingannato e riportato nella prigione dal ragazzo che lo aveva aiutato a scappare: egli ha solo giocato con lui per tutto il tempo, avendogli dato la falsa speranza di essere stato inviato da Yara per salvarlo. 
Successivamente Theon, dopo aver confidato al ragazzo la verità su Bran e Rickon, ovvero che sono ancora vivi, racconta della sua frustrazione per essere cresciuto con gli Stark, pur non potendo essere uno Stark effettivo, e di aver scelto quindi di essere un Uomo di Ferro, per provare a rendere fiero suo padre Balon. Si è però reso conto che il suo unico e vero padre era Ned e ora prova un disperato rimorso per aver tradito Robb e i suoi fratelli. Subito dopo la confessione, Theon viene riportato in cella e nuovamente legato alla croce sulla quale era stato torturato in precedenza.
Thoros di Myr, insieme a Arya e Gendry, raggiunge il luogo dove si nasconde lord Beric, il comandante che, a suo tempo, il Primo Cavaliere Eddard Stark, in nome di re Robert, aveva inviato contro ser Gregor. 
 Nella caverna, prigioniero della Fratellanza Senza Vessilli, si trova anche Sandor, fratello minore di Gregor, che fa notare come siano morti tutti gli uomini per cui lord Beric combatteva e di non poter essere ritenuto responsabile dei crimini compiuti dal fratello. Arya accusa però il Mastino di aver ucciso Mycah, il giovane garzone del macellaio, senza alcuna ragione, dato che il ragazzo non aveva fatto niente di male a Joffrey, ma Clegane ribatte che non avrebbe potuto disobbedire agli ordini diretti dell'erede al Trono. Beric dichiara allora che sarà un duello per singolar tenzone, fra lui stesso e Clegane, a decretare se il Mastino è colpevole o innocente.
A Astapor, Daenerys giunge alla dimora di Kraznys mo Nakloz con ser Jorah, ser Barristan e Missandei al seguito, per l'acquisto dell'esercito degli Immacolati. La donna, per concludere l'accordo, cede a Kraznys il suo drago più grande, chiamato Drogon, e in cambio riceve la frusta con l'Arpia, simbolo del comando degli Immacolati. 
Una volta avvenuto lo scambio, però, Daenerys ordina in lingua valyriana al suo nuovo esercito di liberare tutti gli schiavi e di uccidere tutti i loro padroni, rivelando che il valyriano è la sua lingua madre e che quindi ha sempre capito tutti gli insulti che Kraznys le ha rivolto in precedenza. Con un vigoroso dracarys, Dany ordina infine a Drogon di incenerire Kraznys, che stava cercando di riprendere il controllo della situazione. 
A scontro ultimato, la Khaleesi libera l'esercito degli Immacolati, rendendolo di fatto libero e volontario: al suo fianco non vuole schiavi, se la seguiranno sarà solo per loro libera scelta. Nessuno lascia i ranghi e così 8.000 Immacolati seguono la Regina dei Draghi verso il suo destino.
- Durata: 53 minuti[16]
- Guest star: Diana Rigg (Lady Olenna Tyrell), Robert Pugh (Craster), Gwendoline Christie (Lady Brienne di Tarth), Ian McElhinney (Ser Barristan Selmy), Paul Kaye (Thoros di Myr), Richard Dormer (Beric Dondarrion), Noah Taylor (Locke), Iwan Rheon (Ragazzo), Hannah Murray (Gilly), Thomas Brodie Sangster (Jojen Reed), Burn Gorman (Karl Tanner), Mark Stanley (Grenn), Ben Crompton (Eddison Tollett), Luke Barnes (Rast), Dan Hildebrand (Kraznys mo Nakloz), Nathalie Emmanuel (Missandei), Esmé Bianco (Ros), Philip McGinley (Anguy), Clifford Barry (Greizhen mo Ullhor), Sophie Reid (Ragazza Tyrell), Bryan Quinn (Soldato dei Bolton), Harold James McMullan (Stregone).
- Capitoli trasposti dalle Cronache del ghiaccio e del fuoco: 7 (Sansa I), 28 (Daenerys III), 34 (Samwell II) e 35 (Arya VI) del romanzo Tempesta di spade (A Storm of Swords).
- Tracce della colonna sonora presenti: You Win or You Die, Warrior of Light, Dracarys, I Paid The Iron Price, Oathkeeper.
- Ascolti USA: telespettatori 4 870 000[17]
- Ascolti Italia (pay): telespettatori 355 843[14]
- Ascolti Italia (free): telespettatori non disponibili – share 1,18%[18]

## Baciata dal fuoco
- Titolo originale: Kissed by Fire
- Diretto da: Alex Graves
- Scritto da: Bryan Cogman

### Trama
Il Mastino, nonostante sia sfavorito, vince il duello e uccide lord Beric, che viene però resuscitato dal prete rosso Thoros di Myr. Essendo stato giudicato non colpevole, Sandor se ne va e lascia la Fratellanza Senza Vessilli. 
Durante la notte, Beric, Thoros e Arya parlano di Ned e di come Beric sia stato riportato in vita ben sei volte dal Signore della Luce.
A Nord della Barriera, Tormund interroga Jon per conoscere le difese dei Guardiani della Notte, ma il ragazzo mente sul numero di uomini presenti al Castello Nero. 
Poco dopo, Jon e Ygritte si lasciano finalmente andare ai sentimenti che li legano e fanno l'amore in una caverna isolata.
A Harrenhal, lord Bolton accoglie Locke e i suoi prigionieri, ovvero ser Jaime e Brienne. Successivamente, Roose concede agli ostaggi delle stanze per riposare e assistenza medica per il braccio dello Sterminatore di Re dall'ex Maestro Qyburn. 
Nella vasca da bagno del castello, Jaime racconta a Brienne la vera ragione per cui uccise Aerys Targaryen: durante le ultime fasi della Ribellione, il Re Folle aveva intenzione di bruciare e distruggere tutta quanta Approdo del Re, pur di non far cadere la città in mano al ribelle Robert. Jaime rivela anche che Ned lo giudicò colpevole di regicidio senza volerlo neanche ascoltare.
A Delta delle Acque, lord Karstark, ancora in cerca di vendetta per la morte del figlio, assassina i due piccoli ostaggi Lannister e per punizione viene giustiziato dal Re del Nord. A quel punto, gli uomini dei Karstark defezionano dalla causa di Robb e tornano al Nord. 
Robb, infuriato per gli ultimi avvenimenti, rifiuta di tornare a Grande Inverno e decide invece di conquistare Castel Granito, la roccaforte dei Lannister, chiedendo aiuto a lord Frey.
A Roccia del Drago, Stannis fa visita a sua moglie, la regina Selyse Florent, ammettendo di non esserle stato fedele. Selyse, però, gli dice che sa già tutto per via di Melisandre, che le ha fatto spesso visita, e che non è arrabbiata, ma felice che suo marito abbia concepito finalmente un figlio maschio, dato che lei non è mai riuscita a dargliene uno.
Stannis, successivamente, fa visita alla sua unica figlia, Shireen Baratheon, la quale chiede di ser Davos. Suo padre, allora, la informa che Davos è un traditore e che quindi è stato rinchiuso in una cella. Shireen, a quel punto, fa visita al suo amico nelle prigioni, portandogli un libro. Davos informa la bambina di non essere in grado di leggere, così la principessa promette di insegnarglielo.
Nelle terre di Essos, ser Jorah e ser Barristan parlano del passato, a proposito di Robert e del suo odio per i Targaryen. 
Intanto, Dany chiede agli Immacolati di scegliere un comandante e loro scelgono un ragazzo di nome Verme Grigio. Quest'ultimo afferma di essere fiero del suo nome da schiavo, poiché è lo stesso nome che aveva il giorno in cui Daenerys ha liberato lui e i suoi compagni dal giogo della schiavitù, facendo così commuovere la Khaleesi.
A Approdo del Re, Cersei chiede a Ditocorto di indagare sui Tyrell, sospettosa che abbiano dei piani segreti. 
Lady Olenna viene invitata da Tyrion nelle sue stanze private, per parlare delle spese del matrimonio reale. Alla fine, i due trovano un accordo: i Tyrell e i Lannister si divideranno le spese nuziali. 
Sansa e Margaery parlano dei loro progetti futuri, mentre Loras è impegnato in un duello di allenamento. Alla fine del duello, Loras viene aiutato a rialzarsi da Olyvar, uno scudiero che successivamente finisce a letto con lui.
Poco dopo, Olyvar, venuto a conoscenza dei piani dei Tyrell riguardo al matrimonio tra Sansa e Loras, riferisce tutto al suo padrone: lord Baelish. Quest'ultimo si reca da Sansa e le ricorda che a breve partirà per Nido dell'Aquila con lui. Sansa, allora, lo ringrazia per la sua premura e il suo affetto, ma gli dice che resterà a Approdo del Re ancora un po'.
Intanto, lord Tywin ha un colloquio con i figli Cersei e Tyrion. 
Dopo che il Folletto ha informato il padre dei dettagli delle spese per le nozze reali, il Primo Cavaliere illustra i suoi nuovi piani per sventare quelli dei Tyrell: ordina a Tyrion di prendere in sposa Sansa e a Cersei di sposare ser Loras.
- Durata: 57 minuti[19]
- Guest star: Diana Rigg (Lady Olenna Tyrell), Gwendoline Christie (Lady Brienne di Tarth), Ian McElhinney (Ser Barristan Selmy), Michael McElhatton (Lord Roose Bolton), Paul Kaye (Thoros di Myr), Richard Dormer (Beric Dondarrion), Mackenzie Crook (Orell), Anton Lesser (Qyburn), Clive Russell (Ser Brynden Tully), Tobias Menzies (Lord Edmure Tully), Kristofer Hivju (Tormund), Noah Taylor (Locke), Finn Jones (Ser Loras Tyrell), John Stahl (Lord Rickard Karstark), Tara Fitzgerald (Regina Selyse Baratheon), Kerry Ingram (Principessa Shireen Baratheon), Nathalie Emmanuel (Missandei), Jacob Anderson (Verme Grigio), Philip McGinley (Anguy), Daniel Portman (Podrick Payne), Will Tudor (Olyvar), Dean-Charles Chapman (Martyn Lannister), Timothy Gibbons (Willem Lannister), Shaun Blaney (Guardia dei Karstark).
- Capitoli trasposti dalle Cronache del ghiaccio e del fuoco: 20 (Tyrion III), 21 (Catelyn III), 27 (Jon III), 32 (Jaime IV), 35 (Arya VI), 38 (Jaime V) e 40 (Arya VII) del romanzo Tempesta di spade (A Storm of Swords).
- Tracce della colonna sonora presenti: Warrior of Light, Pay the Iron Price, I Will Keep You Safe, You Know Nothing, Kingslayer, I Have To Go North, It's Always Summer Under the Sea, The Night Is Dark.
- Ascolti USA: telespettatori 5 349 000[20]
- Ascolti Italia (pay): telespettatori 317 243[21]
- Ascolti Italia (free): telespettatori non disponibili – share 0,81%[22]

## La scalata
- Titolo originale: The Climb
- Diretto da: Alik Sakharov
- Scritto da: David Benioff e D.B. Weiss

### Trama
A Approdo del Re, lord Tywin incontra lady Olenna per discutere del matrimonio di ser Loras con Cersei. Olenna è però contraria a tale unione, per via delle insistenti voci sull'incesto tra Cersei e suo fratello gemello Jaime. Tywin le fa quindi notare come questa diceria renderebbe lady Margaery moglie di un falso re, poi la minaccia di far entrare Loras nella Guardia Reale, togliendogli così il diritto di ereditare Alto Giardino. A quel punto, Olenna acconsente alle nozze di Loras e Cersei. 
A Sansa viene comunicato che dovrà sposare Tyrion. 
Consapevoli dell'impossibilità di impedire i loro matrimoni, Cersei e Tyrion sono sconfortati e finiscono per parlare del tentato omicidio del Folletto, avvenuto durante la battaglia delle Acque Nere: Tyrion accusa la sorella, ma intuisce che il vero mandante è in realtà Joffrey. 
Nella Sala del Trono, lord Baelish affronta Varys: gli rivela di essere riuscito a scoprire le sue intenzioni di far sposare Loras e Sansa e di averle comunicate a Tywin; inoltre, gli dice che la sua spia, Ros, è stata venduta a Joffrey e poi brutalmente uccisa dal giovane re.
Nelle Terre dei Fiumi, l'arciere della Fratellanza Senza Vessilli, Anguy, sta insegnando a Arya a usare l'arco, ma i due vengono interrotti dall'arrivo della sacerdotessa rossa Melisandre, scortata da un piccolo gruppo di uomini d'arme di Stannis. La donna chiede in alto valyriano al suo collega Thoros dettagli sulla sua missione fallita di convertire re Robert al culto del Signore della Luce, poi viene condotta dentro la caverna. Lady Melisandre rimane scioccata quando tocca con mano le ferite mortali sul corpo di lord Beric e apprende che quest'ultimo è stato resuscitato ben sei volte dal Signore della Luce: ella non può credere che il Signore abbia dato un potere così grande a un uomo come Thoros. A un certo punto, lord Beric le chiede cosa voglia dalla Fratellanza e Melisandre risponde che la Fratellanza ha qualcuno che il Signore della Luce desidera: Gendry, figlio bastardo di re Robert. 
Saputo della cosa, Arya cerca di opporsi allo scambio di Gendry per dell'oro e accusa Melisandre di essere una strega, ma non riesce a fermare la cattura dell'amico. La Donna Rossa guarda Arya negli occhi, prevedendo che in futuro ucciderà persone con occhi marroni, verdi e blu; infine, le dice che un giorno si incontreranno di nuovo. Gendry viene dunque portato via dagli uomini di Stannis, senza che Arya possa far nulla.
Intanto, Theon continua a venire torturato fisicamente e psicologicamente dal ragazzo che aveva fatto finta di aiutarlo. 
Durante un gioco di tortura, Theon viene sfidato a scoprire l'identità del ragazzo, ma fallisce e quindi gli viene tagliato via il mignolo della mano destra.
Al castello di Delta delle Acque, re Robb e i suoi consiglieri incontrano Lothar Frey e Walder Rivers per discutere di una possibile alleanza fra le loro famiglie, con lo scopo di attaccare Castel Granito. I Frey riportano le richieste del loro signore per un'alleanza, che comprendono le scuse formali da parte di Robb per la rottura del patto matrimoniale, la fortezza di Harrenhal con tutte le sue terre e benefici e, infine, il matrimonio di lord Edmure con lady Roslin, una fra le figlie più giovani dell'anziano lord Frey. Edmure è riluttante all'idea di sposare una donna che non ha mai visto, ma accetta per il bene del regno e riceve la gratitudine del Re del Nord.
A Harrenhal, lord Bolton offre libertà e una scorta che riporti Jaime a Approdo del Re, a condizione che lord Tywin sappia la verità sulla sua menomazione, ossia che lord Bolton non ne è responsabile. Brienne, invece, sarà trattenuta agli arresti per aver favorito un tradimento ai danni del Re del Nord.
A Nord, la tensione tra Osha e Meera sale alle stelle e Bran comanda loro di far pace. 
Successivamente, Jojen ha una crisi epilettica durante il sonno e Meera spiega agli altri che queste sono causate dalle sue visioni. Risvegliatosi, Jojen afferma di aver sognato Jon accerchiato da un gruppo di bruti, però dal "lato sbagliato" della Barriera.
Oltre la Barriera, Samwell e Gilly si accampano in una piccola radura, dopo essere fuggiti dal rifugio di Craster. Sam, successivamente, mostra a Gilly il pugnale in ossidiana (vetro di drago) trovato al Pugno dei Primi Uomini e le descrive il Castello Nero.
Alla Barriera, i bruti guidati da Tormund si preparano a scalare l'enorme muro di ghiaccio. 
Jon e Ygritte parlano della loro imminente salita e del loro rapporto: Ygritte sa che Jon è ancora leale ai Guardiani, ma gli dice che ora loro due si appartengono a vicenda e che la cosa più importante non è la fedeltà di lei a Mance, né quella di Jon ai Guardiani, ma la loro fiducia reciproca. 
Nonostante la diffidenza verso Jon, Ygritte garantisce per lui ma, durante la scalata, provoca involontariamente una valanga a cui sopravvivono solo loro due, Orell e Tormund. I sopravvissuti raggiungono infine la cima della Barriera e ammirano senza fiato il panorama.
- Durata: 53 minuti[23]
- Guest star: Diana Rigg (Lady Olenna Tyrell), Gwendoline Christie (Lady Brienne di Tarth), Michael McElhatton (Lord Roose Bolton), Paul Kaye (Thoros di Myr), Richard Dormer (Beric Dondarrion), Mackenzie Crook (Orell), Natalia Tena (Osha), Clive Russell (Ser Brynden Tully), Tobias Menzies (Lord Edmure Tully), Kristofer Hivju (Tormund), Iwan Rheon (Ragazzo), Hannah Murray (Gilly), Finn Jones (Ser Loras Tyrell), Thomas Brodie Sangster (Jojen Reed), Ellie Kendrick (Meera Reed), Esmé Bianco (Ros), Philip McGinley (Anguy), Kristian Nairn (Hodor), Tom Brooke (Lothar Frey), Tim Plester (Walder Rivers), Sara Dylan (Bernadette), Art Parkinson (Principe Rickon Stark).
- Capitoli trasposti dalle Cronache del ghiaccio e del fuoco: 31 (Jon IV), 36 (Catelyn IV), 38 (Jaime V) e 47 (Samwell III) del romanzo Tempesta di spade (A Storm of Swords).
- Tracce della colonna sonora presenti: A Raven from King's Landing, Warrior of Light, Chaos Is a Ladder, You Know Nothing, Wall of Ice.
- Ascolti USA: telespettatori 5 500 000[24]
- Ascolti Italia (pay): telespettatori 339 890[21]
- Ascolti Italia (free): telespettatori non disponibili – share 0,94%[25]

## L'orso e la fanciulla bionda
- Titolo originale: The Bear and the Maiden Fair
- Diretto da: Michelle MacLaren
- Scritto da: George R. R. Martin

### Trama
A Approdo del Re, Sansa viene consolata da lady Margaery, che è venuta a conoscenza delle nozze della Stark con lord Tyrion. Quest'ultimo e Bronn discutono su come il matrimonio influenzerà Shae. 
Lord Tywin ha un incontro con re Joffrey nella Sala del Trono: i due parlano del Concilio Ristretto e Tywin consiglia al nipote di prestare più attenzione alle faccende del reame. 
Nelle stanze di lord Tyrion, Shae dice al Folletto che, quando lui sarà sposato con Sansa, lei non avrà intenzione di dividere il letto con la Stark e che quindi la loro relazione segreta finirà. 
Mentre navigano sulla Baia delle Acque Nere, Melisandre rivela a Gendry che il suo vero padre era re Robert.
Jon e il gruppo di bruti guidati da Tormund Veleno dei Giganti continuano il loro viaggio verso sud, intenzionati a organizzare l'attacco al Castello Nero. 
 Successivamente, Ygritte e Jon discutono dell'assalto e, poco dopo, Snow ha uno scontro verbale con Orell. Quest'ultimo confessa a Ygritte il suo amore per lei e cerca di convincerla che Jon non è adatto a stare con una bruta, poiché è ancora fedele ai Guardiani della Notte. Orell chiede a Ygritte se ama Jon e quest'ultima risponde di sì.
 Più tardi, Jon dice a Ygritte che la causa dei bruti, ovvero conquistare le terre a sud della Barriera, è senza speranza, ma lei rimane convinta e ferma circa le sue idee.
Dopo essere arrivata a Yunkai, la Città Gialla situata vicino a Astapor, Daenerys, assieme ai suoi cavalieri, a ser Jorah e a ser Barristan, e con il suo nuovo esercito di Immacolati, ha un colloquio con uno dei padroni della città. Dany intende conquistare Yunkai e liberare i suoi 200.000 schiavi, così il padrone, Grazdan mo Eraz, offre molto oro alla Madre dei Draghi che, pur accettandolo, ordina all'uomo di liberare tutti gli schiavi, altrimenti la città verrà attaccata. Grazdan rifiuta l'offerta e lascia la tenda, minacciando la Khaleesi di avere alleati molto potenti.
Theon viene liberato dalla prigionia da due giovani donne che gli danno dell'acqua e gli puliscono le ferite. Il ragazzo è un po' preoccupato riguardo al loro aiuto, fino a quando le due si spogliano e iniziano a dargli piacere. I tre vengono però interrotti dall'arrivo del suo aguzzino che, alla fine, evira Theon.
Sulla strada per la Barriera, Bran parla spesso con Jojen e questo allarma molto Osha; la donna dei bruti, timorosa delle visioni di Jojen, dice a Bran che il ragazzo lo sta riempiendo di strane idee. 
 Quando in seguito Osha accenna alla loro destinazione, ovvero il Castello Nero, Jojen rivela che il Corvo a Tre Occhi si trova più a nord della Barriera ed è lì che loro sono diretti, ma la bruta proibisce al gruppo di dirigersi più a nord della Barriera e racconta loro la storia del suo fidanzato, che si era trasformato in un non-morto che, infine, lei stessa dovette bruciare.
Nelle Terre dei Fiumi, re Robb, i suoi consiglieri e il suo esercito sono in netto ritardo per il matrimonio di Edmure e Roslin, a causa delle forti piogge. Catelyn e suo zio Brynden mostrano il loro disgusto per lord Walder, che riterrà come un affronto alla sua famiglia il loro ritardo e la rottura del giuramento di Robb. Quando i due Tully escono dalla tenda del re, la regina Talisa si avvicina e informa Robb di essere incinta.
Nelle caverne dove risiede la Fratellanza Senza Vessilli, Arya esprime la sua rabbia a lord Beric e a Thoros di Myr per la vendita di Gendry a Melisandre. I tre vengono però interrotti da Anguy, che li informa della presenza di una pattuglia Lannister a poca distanza da loro; a quel punto, Beric ordina l'inseguimento. Arya, esasperata, dà del bugiardo a lord Beric, poiché le aveva promesso di portarla a Delta delle Acque, quindi scappa. Gli uomini della Fratellanza inseguono la piccola Stark, ma alla fine la ragazzina viene catturata dal Mastino.
A Harrenhal, Brienne riceve una visita da Jaime, che la informa della sua imminente partenza per Approdo del Re, mentre lei rimarrà a Harrenhal sotto la custodia di Locke, per via della partenza di lord Bolton per le Torri Gemelle. Prima di lasciarla, Jaime le promette che onorerà il giuramento fatto a lady Catelyn di restituirle Arya e Sansa. 
Sulla strada verso sud, Qyburn verifica le condizioni del braccio destro di Jaime e gli rivela il motivo per cui ha perso la catena di Maestro della Cittadella: aver condotto sperimentazioni illegali su persone ancora in vita. 
 Quando poi Qyburn informa Jaime che Brienne non verrà restituita a suo padre, lord Tarth, bensì rimarrà a Harrenhal con Locke, lo Sterminatore di Re decide di ritornare alla fortezza, scoprendo che Brienne è stata costretta da Locke e dai suoi uomini a combattere contro un orso armata solamente di una spada di legno. Jaime, a quel punto, salta nell'arena e salva Brienne. 
 Locke, anche se di malavoglia, alla fine concede a Jaime di portare Brienne con sé a Approdo del Re.
- Durata: 58 minuti[26]
- Guest star: Mackenzie Crook (Orell), Gwendoline Christie (Lady Brienne di Tarth), Richard Dormer (Beric Dondarrion), Paul Kaye (Thoros di Myr), Noah Taylor (Locke), Natalia Tena (Osha), Anton Lesser (Qyburn), Michael McElhatton (Lord Roose Bolton), Clive Russell (Ser Brynden Tully), Tobias Menzies (Lord Edmure Tully), Ian McElhinney (Ser Barristan Selmy), Iwan Rheon (Ragazzo), Kristofer Hivju (Tormund), Thomas Brodie Sangster (Jojen Reed), Ellie Kendrick (Meera Reed), Nathalie Emmanuel (Missandei), Jacob Anderson (Verme Grigio), Kristian Nairn (Hodor), Philip McGinley (Anguy), George Georgiou (Razdal mo Eraz), Jamie Michie (Steelshanks), Charlotte Hope (Myranda), Stephanie Becker (Violet), Art Parkinson (Principe Rickon Stark).
- Capitoli trasposti dalle Cronache del ghiaccio e del fuoco: 42 (Jon V), 43 (Daenerys IV), 44 (Arya VIII), 45 (Jaime VI) e 46 (Catelyn V) del romanzo Tempesta di spade (A Storm of Swords).
- Tracce della colonna sonora presenti: Winterfell, I Am Hers, She Is Mine, The Old Gods and the New, A Lannister Always Pays His Debts, I Paid The Iron Price, You Know Nothing, White Walkers.
- Ascolti USA: telespettatori 4 840 000[27]
- Ascolti Italia (pay): telespettatori 371 006[28]
- Ascolti Italia (free): telespettatori non disponibili – share 0,68%[29]

## I Secondi Figli
- Titolo originale: Second Sons
- Diretto da: Michelle MacLaren
- Scritto da: David Benioff e D.B. Weiss

### Trama
Nelle Terre dei Fiumi, Arya sta tentando di uccidere il Mastino nel sonno, ma viene scoperta da quest'ultimo. Dopo un diverbio, i due partono per le Torri Gemelle, dove Clegane intende ottenere un riscatto consegnando Arya a suo fratello Robb.
A Roccia del Drago, Melisandre è appena tornata dalle Terre dei Fiumi con Gendry. La donna presenta il ragazzo a Stannis, che lo riconosce come uno dei bastardi di Robert. 
 Quando Gendry viene scortato nelle sue stanze, Stannis e Melisandre discutono riguardo al destino del ragazzo. 
Nelle segrete, ser Davos, mentre continua a imparare a leggere, riceve una visita da re Stannis, che vorrebbe discutere con lui il piano di Melisandre di sacrificare Gendry. Davos, allora, ricorda a Stannis che il ragazzo è il suo innocente nipote e che quindi sarebbe meglio non ucciderlo. Alla fine, Stannis gli fa giurare di non cercare mai più di uccidere Melisandre e lo libera. 
Più tardi, Melisandre visita Gendry e, dopo una breve discussione, lo spoglia e i due cominciano a far sesso, quindi lei gli lega mani e gambe al letto; poi pone sul corpo di Gendry tre sanguisughe, che successivamente Stannis prende e brucia in un braciere, pronunciando i nomi dei tre usurpatori: Robb Stark, Balon Greyjoy e Joffrey Baratheon.
A Approdo del Re, a poche ore dal matrimonio, Tyrion visita la sua promessa sposa Sansa e cerca di alleviare la sua apprensione di fronte alla prospettiva di diventare sua moglie. 
Al Tempio di Baelor, la regina reggente Cersei intimidisce Margaery, raccontandole di come suo padre Tywin, tempo prima, distrusse completamente una casata che si ribellò ai Lannister, ovvero Casa Reyne di Castamere. 
Inizia la cerimonia nuziale e Sansa viene accompagnata lungo la navata da re Joffrey, che umilia lo zio impedendogli di usare una scaletta per avvolgere la sposa nel mantello nuziale e obbligando quindi il Folletto a chiedere umilmente a Sansa di abbassarsi. 
 Quella sera stessa, alla festa di nozze, Tyrion si ubriaca e diventa irritante sia per Sansa sia per Tywin, il quale consiglia al figlio di smetterla di bere, per poi ordinargli di concepire un bambino con la sua nuova moglie. A quel punto Joffrey, dopo aver minacciato di violentare Sansa, annuncia la cerimonia della messa a letto degli sposi, ma il suo piano viene sventato quando Tyrion minaccia di castrarlo. Tywin cerca di risolvere la situazione e, alla fine, gli sposi si dirigono da soli verso la loro camera da letto. Contro l'ordine di suo padre, però, il Folletto dice a Sansa che non condividerà il suo letto finché lei non desidererà farlo.
All'accampamento fuori Yunkai, ser Jorah dice a Daenerys che la città ha assoldato un gruppo di mercenari chiamati Secondi Figli, guidati da un uomo di nome Mero. La Khaleesi incontra quindi Mero e i suoi due luogotenenti, Prendahl na Ghezn e Daario Naharis. La donna tenta di persuadere Mero a rinnegare il suo accordo con Yunkai e a combattere per lei, concedendogli due giorni di tempo per prendere una decisione.
Successivamente, nel campo dei Secondi Figli, i tre leader discutono su chi debba uccidere Daenerys e, alla fine, viene scelto Daario. 
 Al calar del buio, Daario entra nell'accampamento della Madre dei Draghi vestito da Immacolato, irrompe nella tenda di Dany ma non la uccide e, al contrario, le mostra le teste mozzate di Mero e Prendahl, giurandole che, da quel momento in poi, sia lui sia i Secondi Figli la seguiranno.
Oltre la Barriera, Sam e Gilly continuano il loro viaggio di ritorno verso il Castello Nero. 
 Durante la notte, i due si fermano in una capanna abbandonata e, seduti attorno al fuoco, cercano un nome per il figlio di Gilly. Quando sentono un gran numero di corvi gracchiare nelle vicinanze, Sam esce dalla capanna e viene subito attaccato dall'Estraneo che un tempo rapiva i neonati maschi di Craster. La bestia di ghiaccio ha facilmente la meglio sul ragazzo, ma si dissolve in polvere non appena questi la colpisce con una lama di vetro di drago. A quel punto, Sam e Gilly abbandonano incautamente la "lama" sulla neve e fuggono, inseguiti dai corvi.
- Durata: 56 minuti[30]
- Guest star: Diana Rigg (Lady Olenna Tyrell), Julian Glover (Gran Maestro Pycelle), Ian McElhinney (Ser Barristan Selmy), Hannah Murray (Gilly), Finn Jones (Ser Loras Tyrell), Ed Skrein (Daario Naharis), Jacob Anderson (Verme Grigio), Nathalie Emmanuel (Missandei), Mark Killeen (Mero), Ramon Tikaram (Prendahl na Ghezn), Daniel Portman (Podrick Payne), Ian Beattie (Ser Meryn Trant), Paul Bentley (Alto Septon), Talitha Luke-Eardley (Prostituta di Yunkai), Ross Mullan (Estraneo).
- Capitoli trasposti dalle Cronache del ghiaccio e del fuoco: 19 (Samwell I), 29 (Sansa III), 37 (Davos IV), 43 (Daenerys IV), 47 (Samwell III) e 48 (Arya IX) del romanzo Tempesta di spade (A Storm of Swords).
- Tracce della colonna sonora presenti: You Win or You Die, Warrior of Light, A Lannister Always Pays His Debts, White Walkers.
- Ascolti USA: telespettatori 5 131 000[31]
- Ascolti Italia (pay): telespettatori 353 939[28]
- Ascolti Italia (free): telespettatori non disponibili – share 0,92%[32]

## Le piogge di Castamere
- Titolo originale: The Rains of Castamere
- Diretto da: David Nutter
- Scritto da: David Benioff e D.B. Weiss

### Trama
A Nord della Barriera, Samwell e Gilly continuano la loro marcia verso sud e, alla fine, decidono di recarsi al Forte della Notte (un ex castello di proprietà dei Guardiani della Notte ormai in rovina), per superare la Barriera grazie a un passaggio sotterraneo.
In prossimità della Barriera, Bran e il suo gruppo si rifugiano in un mulino abbandonato. Nelle vicinanze, Jon e la banda di bruti sono pronti per attaccare un allevamento di cavalli.
Il proprietario dell'allevamento, allertato da alcuni rumori sospetti, riesce a scappare dalle grinfie dei bruti ma, poco dopo, viene bloccato vicino al precedente mulino da alcuni guerrieri del Popolo Libero. Il gruppo viene notato da Meera, mentre è nascosta in un silos assieme a Bran, Jojen, Osha, Rickon e Hodor; quest'ultimo, spaventato dai tuoni della tempesta in arrivo, inizia a urlare e a fare molto rumore, così Bran usa le sue abilità di metamorfo per entrare (“wargare”) nella mente dell'uomo e fargli perdere i sensi.
Nel cortile esterno dell'allevamento, a Jon viene richiesto di uccidere l'allevatore come prova di fedeltà ai bruti, ma la sua titubanza scatena la furia di Tormund, che ordina ai suoi compagni di ucciderlo. 
Bran, al sicuro nel mulino, entra nelle menti dei due meta-lupi Estate e Cagnaccio, con cui aiuta Jon a fuggire. A quel punto, Tormund fa notare a Ygritte che Jon l'ha appena abbandonata. 
Dopo gli ultimi avvenimenti, il gruppo di Bran si divide: Osha porterà Rickon a Ultimo Focolare, sede della famiglia Umber, fedele agli Stark, mentre Bran e i fratelli Reed continueranno il viaggio verso il misterioso nascondiglio del Corvo a Tre Occhi.
A Yunkai, Daenerys e i suoi consiglieri stanno pianificando l'assedio della città. Daario informa Dany e gli altri della presenza di una porta secondaria dalla quale lui, ser Jorah e Verme Grigio potrebbero entrare e aprire le porte principali. Ser Jorah è sospettoso riguardo al piano di Daario ma, quando Verme Grigio dice a Daenerys che si fida di Naharis, i tre partono assieme. 
Scesa la notte, Daario, Jorah e Verme Grigio arrivano al cancello della città. Daario entra per primo, presentandosi ancora come il luogotenente dei Secondi Figli, poi uccide le guardie della porta. Entrati anche ser Jorah e Verme Grigio, un grande gruppo di guardie li attacca. Pur essendo in inferiorità numerica, i tre riescono a far arrendere i soldati e la città viene conquistata. Successivamente, tornano dalla Madre dei Draghi e la informano che Yunkai ora è sua.
All'accampamento degli Stark, Catelyn dà alcuni consigli a suo figlio Robb riguardo alla sua alleanza con lord Walder. 
Arrivati alle Torri Gemelle, gli Stark vengono accolti dal capofamiglia: Robb chiede perdono per aver infranto il giuramento matrimoniale e Walder accetta le sue scuse, ma insiste nel voler ispezionare Talisa. 
Successivamente, viene celebrato il matrimonio di lord Edmure: Walder accompagna sua figlia Roslin all'altare e Edmure rimane piacevolmente sorpreso dalla sua bellezza. 
 Conclusa la cerimonia, inizia il banchetto, al termine del quale i novelli sposi vengono accompagnati nella loro camera, secondo la tradizionale messa a letto; a quel punto, nella sala del banchetto rimangono solamente gli Stark e i Frey. Quando viene suonata la canzone Le piogge di Castamere, che narra della ferocia della famiglia Lannister, Catelyn inizia a insospettirsi. A un certo punto, infatti, nella sala del banchetto i Frey uccidono gli alfieri di Robb e Lothar pugnala ripetutamente al ventre la regina Talisa, uccidendo lei e il figlio che portava in grembo, mentre Robb viene ferito con diversi colpi di balestra dai musicisti. 
 Catelyn, benché ferita anch'essa, riesce a prendere tra le sue braccia la moglie di lord Walder e minaccia di tagliarle la gola; l'uomo però non dà alcun peso alla minaccia di lady Stark, dicendole che troverà presto un'altra consorte. Nel frattempo, lord Bolton deride un Robb morente, per poi infliggergli il colpo di grazia, mentre Cat urla disperata e uccide la moglie di Walder, prima di essere sgozzata a sua volta.
- Durata: 51 minuti[33]
- Guest star: David Bradley (Lord Walder Frey), Mackenzie Crook (Orell), Michael McElhatton (Lord Roose Bolton), Ian McElhinney (Ser Barristan Selmy), Clive Russell (Ser Brynden Tully), Tobias Menzies (Lord Edmure Tully), Kristofer Hivju (Tormund), Natalia Tena (Osha), Thomas Brodie Sangster (Jojen Reed), Ellie Kendrick (Meera Reed), Hannah Murray (Gilly), Ed Skrein (Daario Naharis), Jacob Anderson (Verme Grigio), Nathalie Emmanuel (Missandei), Kristian Nairn (Hodor), Tom Brooke (Lothar Frey), Tim Plester (Walder Rivers), Kenneth Hadley (Septon), Art Parkinson (Principe Rickon Stark), Alexandra Dowling (Roslin Frey), Sean Buckley (Uomo anziano), A. J. Kennedy (Guardia dei Frey), Grace Hendy (Merry Frey), Pat McGrath (Mercante), Kelly Long (Lady Joyeuse Erenford), Oddie Bradell (Wendel Manderly), Will Champion (Suonatore di tamburo).
- Capitoli trasposti dalle Cronache del ghiaccio e del fuoco: 41 (Bran III), 43 (Daenerys IV), 50 (Catelyn VI), 51 (Arya X), 52 (Catelyn VII) e 53 (Arya XI) del romanzo Tempesta di spade (A Storm of Swords).
- Tracce della colonna sonora presenti: I Am Hers, She Is Mine, A Lannister Always Pays His Debts, Wall of Ice, I Have To Go North, The Lannisters Send Their Regards, Heir To Winterfell.
- Ascolti USA: telespettatori 5 220 000[34]
- Ascolti Italia (pay): telespettatori 364 729[35]
- Ascolti Italia (free): telespettatori non disponibili – share 1,41%[36]

## Mhysa
- Titolo originale: Mhysa
- Diretto da: David Nutter
- Scritto da: David Benioff e D.B. Weiss

### Trama
Alla strage hanno assistito anche Arya e Sandor, appena giunti alle Torri Gemelle. I due dapprima vengono coinvolti nello scontro tra alfieri Stark e Frey e successivamente, mentre tentano di scappare, assistono allo sfregio del cadavere di Robb, cucito assieme ai resti del suo meta-lupo, Vento Grigio. 
All'interno delle Torri Gemelle, Frey e Bolton stanno sterminando l'esercito del Nord lealista; tuttavia il "Pesce Nero", Brynden Tully, è sfuggito alla strage e risulta disperso. 
Ora, i capifamiglia Walder Frey e Roose Bolton sono rispettivamente i nuovi Lord Protettore delle Terre dei Fiumi e Lord Protettore del Nord. Roose racconta poi di come suo figlio bastardo, Ramsay, abbia riconquistato Grande Inverno e catturato Theon, oltre ad alludere ai metodi parecchio discutibili di tortura del ragazzo.
A Forte Terrore, sede della Casa Bolton, un Theon distrutto nello spirito e nel corpo implora il suo aguzzino, ovvero Ramsay, figlio bastardo di Roose, di essere ucciso. Ramsay però gli risponde che da vivo potrebbe tornargli ancora utile e gli dà un nuovo e umiliante soprannome: "Reek" (putrido).
A Pyke, il Re delle Isole di Ferro, Balon, riceve una lettera da Ramsay, che gli intima di ritirare le sue truppe d'invasione dal Nord, minacciando di torturare Theon: insieme alla lettera, infatti, sono allegate le parti virili recise al ragazzo. Balon ignora la richiesta di Ramsay; al contrario, Yara salpa verso Forte Terrore con cinquanta soldati scelti, decisa a salvare suo fratello.
A Approdo del Re, Tyrion e Sansa parlano di come affrontare i pettegolezzi riguardo al loro matrimonio. 
Durante una riunione del Concilio Ristretto, Tyrion viene informato del regicidio avvenuto alle Torri Gemelle e reagisce alla crudeltà di Joffrey. Interviene poi Tywin che, offeso dal nipote, revoca la seduta e rimane con il solo Tyrion, dicendogli che lord Bolton resterà Protettore del Nord solo fino a quando il suo futuro figlio con Sansa non raggiungerà la maturità. 
Sansa è in lacrime per via delle morti di suo fratello e di sua madre e viene consolata da Tyrion. 
Nei giardini reali, Varys chiede a Shae di lasciare la città, ma la ragazza non accetta. 
Dopo il lungo viaggio da Harrenhal, Jaime, Brienne e Qyburn raggiungono finalmente Approdo del Re e lo Sterminatore di Re si reca subito dalla sua gemella, Cersei.
Giunti al Forte della Notte, Bran racconta ai suoi amici la storia del Cuoco dei Topi, un membro dei Guardiani della Notte che uccise un ospite sotto il suo tetto, un peccato che gli dèi non possono perdonare. Poco dopo, un uomo misterioso esce da un pozzo nelle loro vicinanze: si tratta di Samwell, seguito da Gilly. 
 Ovviamente, Sam intuisce subito l'identità dei presenti, ma Bran rifiuta il suo aiuto e sceglie di proseguire da solo al di là della Barriera; il giovane Stark si fa poi consegnare un set di lame di vetro di drago dai due ragazzi, imponendo loro di tacere sulla sua esistenza, visto che è ancora creduto morto da tutto il reame.
Giunti al Castello Nero, Sam e Gilly si presentano da Maestro Aemon e lo informano della rivolta dei Guardiani alla fortezza di Craster, della morte del Lord Comandante e del loro scontro con un Estraneo. Aemon invia quindi dei corvi per informare i Sette Regni dell'esistenza degli Estranei, mentre a Gilly viene concesso di restare al Castello Nero e, pertanto, la ragazza decide di chiamare suo figlio "Sam".
A sud della Barriera, Jon viene sorpreso in fuga da Ygritte che, adirata per essere stata abbandonata, lo colpisce per tre volte con delle frecce. 
 Successivamente, Jon raggiunge a fatica il Castello Nero, dove viene trasportato dentro dai suoi confratelli e soccorso da Maestro Aemon.
A Roccia del Drago, Davos, mentre si esercita nella lettura con la principessa Shireen, legge la lettera inviatagli da Maestro Aemon, il dotto dei Guardiani della Notte. 
 Successivamente, Stannis informa Davos della morte del Re del Nord, Robb Stark, attribuita al sacrificio delle sanguisughe fatto da Melisandre. Davos, a quel punto, libera Gendry e lo lascia fuggire, temendo che possa venire sacrificato sul rogo, poi mostra a Stannis la lettera inviatagli da Maestro Aemon e, con gran stupore, Melisandre gli dà ragione, imponendo a Stannis di correre in aiuto dei Guardiani della Notte.
Fuori Yunkai, Daenerys, i suoi consiglieri e il suo esercito di Immacolati sono pronti a salutare gli schiavi della città appena liberati. Quando questi arrivano, Missandei dice loro che Dany li ha liberati, ma la Madre dei Draghi la ferma, dicendo, al contrario, che solo loro possono riprendersi la libertà. Dopo queste parole, la folla comincia ad acclamarla con la parola mhysa, che significa madre. A quel punto, Daenerys comanda ai suoi draghi di volare liberi nel cielo, mentre lei raggiunge la folla acclamante, che la solleva sulle spalle. Dany sorride loro e guarda verso l'alto, dove i suoi tre draghi sorvolano liberamente il mare di gente festante.
- Durata: 63 minuti[37]
- Guest star: David Bradley (Lord Walder Frey), Patrick Malahide (Re Balon Greyjoy), Michael McElhatton (Lord Roose Bolton), Peter Vaughan (Maestro Aemon), Julian Glover (Gran Maestro Pycelle), Gwendoline Christie (Lady Brienne di Tarth), Iwan Rheon (Ramsay Snow), Ian McElhinney (Ser Barristan Selmy), Anton Lesser (Qyburn), Hannah Murray (Gilly), Thomas Brodie Sangster (Jojen Reed), Ellie Kendrick (Meera Reed), Gemma Whelan (Principessa Yara Greyjoy), Daniel Portman (Podrick Payne), Ed Skrein (Daario Naharis), Kristian Nairn (Hodor), Nathalie Emmanuel (Missandei), Jacob Anderson (Verme Grigio), Josef Altin (Pypar), Kerry Ingram (Principessa Shireen Baratheon), Ciaran O'Grady (Soldato dei Frey 1), Michael Liebmann (Soldato dei Frey 2), Alexander Mileman (Venditore di frutta), Will O'Connell (Todder), Maro Drobnic (Lord Desmond Crakehall), Marin Tudor (Cittadino di Yunkai), Roxanna Kadyrova (Cittadina di Yunkai), Jamal Ouarraq (Cittadino di Yunkai), El Hasani (Cittadino di Yunkai), Mustapha Mekanassi (Cittadino di Yunkai).
- Capitoli trasposti dalle Cronache del ghiaccio e del fuoco: 43 (Daenerys IV), 49 (Jon VI), 53 (Arya XI), 54 (Tyrion VI), 55 (Davos V), 57 (Bran IV), 63 (Jaime VII) e 64 (Davos VI) del romanzo Tempesta di spade (A Storm of Swords).
- Tracce della colonna sonora presenti: What Is Dead May Never Die, Warrior of Light, Valar Morghulis, You Know Nothing, Kingslayer, I Have To Go North, Reek, Mhysa.
- Ascolti USA: telespettatori 5 393 000[38]
- Ascolti Italia (pay): telespettatori 379 315[35]
- Ascolti Italia (free): telespettatori non disponibili – share 1,20%[39]